# 新堀 (川口市)
新堀（にいほり）は埼玉県川口市の大字。郵便番号は334-0061。

## 地理
川口市東部の新郷地区に位置する。東西に細長い地域で大宮台地（鳩ヶ谷支台）の南端にある。同市の最東端の町・字であり、草加市西町や同柳島町が隣接する。町域の東部を辰井川が流れる。域内は主に住宅地となっている。

## 歴史
もとは江戸期より存在した足立郡谷古田領に属する新堀村であった。
- 1871年（明治4年）11月13日 - 第1次府県統合により埼玉県の管轄となる。
- 1879年（明治12年）3月17日 - 郡区町村編制法により成立した北足立郡に属す。郡役所は浦和宿に設置。
- 1889年（明治22年）4月1日 - 町村制施行に並行して赤井、東本郷、蓮沼、前野宿、東貝塚、大竹、峯、新堀、榛松、江戸袋の十箇村が合併し、新郷村が成立。新堀村は新郷村の大字新堀になる。
- 1940年（昭和15年）4月1日 - 同郡鳩ヶ谷町（1950年に再分離、2011年に再編入）、芝村、神根村と共に川口市に編入され、新郷村は消滅。川口市の大字となる。
- 2008年 (平成20年）3月1日 - 新堀東部の一区画にて新郷東部第1区画整理事業が完了し、住居表示を実施。榛松の一部と新堀の一部から新堀町1-10番地が成立。また新堀の一部を榛松3丁目44番地の一部に編入[6][7]

## 世帯数と人口
2018年（平成30年）3月1日現在の世帯数と人口は以下の通りである。
| 大字 | 世帯数    | 人口    |
| ---- | --------- | ------- |
| 新堀 | 1,310世帯 | 2,918人 |

## 小・中学校の学区
市立小・中学校に通う場合、学区（校区）は以下の通りとなる。
| 番地                                                                      | 小学校               | 中学校             |
| ------------------------------------------------------------------------- | -------------------- | ------------------ |
| 1〜5番地、10番地 13〜16番地、67番地 73〜175番地 336〜406番地 410〜431番地 | 川口市立東本郷小学校 | 川口市立榛松中学校 |
| その他                                                                    | 川口市立新郷東小学校 | 川口市立榛松中学校 |

## 交通

### 鉄道
町域に鉄道は敷設されていない。最寄り駅は東京都交通局日暮里・舎人ライナーの見沼代親水公園駅、もしくは東武伊勢崎線（東武スカイツリーライン）の草加駅となる。

### 道路
- 埼玉県道34号さいたま草加線
- 埼玉県道・東京都道103号吉場安行東京線
- 草加神社通り[9]

## 施設
- 新堀町会会館 - 新堀神明宮境内に立地
- 東京電力パワーグリッド 新郷変電所
- 東京電力パワーグリッド 京北変電所（一部）
- 新郷東部公園（一部）
- 柳島治水緑地（一部）
- みんなの広場 - 新堀町会が設置
- 歓喜院 - 真言宗智山派[10]
- 正源寺 - 真言宗智山派
- 新堀神明宮
- 新堀庚申塔 - 吉場安行東京線の沿線の新堀交差点の北側に設置
- 辰井川沿庚申塔

## 関連文献
- 「新堀村」『新編武蔵風土記稿』 巻ノ138足立郡ノ4、内務省地理局、1884年6月。NDLJP:763997/73。